# Himmel über der Wüste (Film)
Himmel über der Wüste (Originaltitel: The Sheltering Sky) ist ein britisch-italienisches Filmdrama von Bernardo Bertolucci aus dem Jahr 1990 nach dem gleichnamigen Roman von Paul Bowles. Es handelt von einem Ehepaar, das die Werte der westlichen Kultur hinter sich lässt und sich in der Begegnung mit den nordafrikanischen Kulturen und Landschaften verliert. Als der Mann in einer abgelegenen Region der Wüste Sahara schwer krank wird, nehmen die Ereignisse eine katastrophale Wendung.

## Handlung
Drei reiche Amerikaner, das Künstlerehepaar Port und Kit Moresby sowie der Begleiter George Tunner, reisen 1947 von New York nach Tanger, um von dort aus die Sahara zu durchqueren. Kit und Port sind der westlichen Zivilisation wie auch des mäßigen Erfolgs ihrer künstlerischen Tätigkeit überdrüssig und suchen der Leere ihres Lebens und ihrer Ehe zu entkommen. Kit betont bei der Ankunft, sie und Port seien Reisende und keine Touristen: „Touristen denken bei der Ankunft an die Rückreise nach Hause, der Reisende wird möglicherweise nicht zurückkehren.“
Port sucht, nach einer Auseinandersetzung mit Kit, in der Nacht eine berberische Prostituierte auf, die ihm seine Brieftasche zu stehlen versucht. Nachdem er diese wieder an sich gebracht hat, hetzt sie einige Männer auf ihn, so dass er flüchten muss. Port zieht es tiefer ins Landesinnere, Kit und Tunner folgen ihm. Zeitweilig reist er im Wagen mit den englischen Touristen Mrs. Lyle und ihrem Sohn Eric, während Kit und Tunner die Bahn nehmen und, früher angekommen, im Hotel miteinander schlafen. Die Beziehung zwischen den drei Freunden wird zusehends angespannt, während die Reisebedingungen immer schlechter werden. Port gelingt es zwar, zusammen mit seiner Frau ein anderes Reiseziel zu wählen als Tunner, doch wird ihm der Pass gestohlen und er erkrankt an Typhus. Dennoch reisen sie an einen noch weiter abgelegenen Ort. In einem Fort der französischen Fremdenlegion mitten in der Wüste, wo sich Kit bis zuletzt um ihn kümmert, stirbt Port einen qualvollen Tod.
Kit schließt sich wortlos einer vorbeiziehenden Beduinenkarawane an. Einer der Beduinen verliebt sich in die schöne Frau und sperrt sie in einer Dachhütte seines Heimatdorfes in Niger ein. Die beiden haben wiederholt leidenschaftlichen Verkehr. Die anderen Frauen des Beduinen wollen die stets vermummte Kit, die sie zunächst für einen jungen Mann halten, betrachten und lassen sie fliehen, als sie entdecken, dass es sich um eine Frau handelt. Entkräftet und apathisch landet Kit im Krankenhaus, wo eine Botschaftsangestellte sie findet und nach Tanger zurückbringt. Tunner wird über ihre Ankunft benachrichtigt und sucht sie; sie ist jedoch bereits wieder in die Straßen Tangers geflüchtet.

## Entstehung
Nach dem Erscheinen des Romans 1949 wurden bald die Filmrechte verkauft; Robert Aldrich besaß sie über 30 Jahre lang bis zu seinem Tod 1983, ohne sie wahrzunehmen. 1986 bot man sie Bertolucci an. Dieser dachte bei der Besetzung der Hauptrollen zunächst an Melanie Griffith und William Hurt. Die Dreharbeiten in Marokko und Algerien dauerten 16 Wochen. Unter den ermüdenden Bedingungen erkrankten mehrere Mitwirkende. Man führte zwei Millionen Fliegen aus Italien ein, um sie in einigen Szenen freizusetzen. Die Fliegen überstanden jedoch das anspruchsvolle Klima nicht und mussten durch ortsansässige ersetzt werden. Der Autor Paul Bowles ist zu Beginn und am Ende des Films in einem Café als Erzähler zu sehen.

## Leere und Wüste
Ports und Kits Aufbruch ist eine spirituelle Reise mit dem Ziel, sich selbst zu finden. „Es sind labile Figuren, wie so oft bei Bertolucci, unentschieden und beinahe mit Hingabe bereit, sich von den Umständen, in die sie geraten, verschlingen zu lassen.“ Die Reise, die sie zu dritt angetreten und zu zweit fortgesetzt haben, besteht im letzten Teil des Films Kit allein. Sie findet möglicherweise, „was Port gesucht haben mag: das Glück, sich vernichten zu lassen, stammelnde Lust, Erlösung von sich selber, das Delirium des freien Falls.“ Die Wüste ist eine leere Projektionsfläche, der man unterschiedliche Bedeutungen zuschreibt. Einmal steht sie als Sinnbild der inneren Leere der Figuren, ein anderes Mal ist die Leere der Wüste eine Metapher für die Reise ins Ich oder eine Metonymie für den Trennungsgedanken, der über der Ehe der beiden Hauptfiguren schwebt. Im Verlauf der Erzählung werde die Wüste immer schöner und riesiger. Bertolucci verriet, dass er das enorme Elend in Afrika durch Ausbrüche von Schönheit ausgleichen wollte.

## Kritiken
Die Kritiken waren in Europa wie in den USA gemischt; sie drehten sich vor allem um die Frage, ob die Figuren aus dem Roman in der Verfilmung psychologisch adäquat dargestellt sind. Im Roman werde eine Gattin zu einer Sexsklavin, die ihre Identität verliert, wogegen sie durch Bertoluccis sinnliche Erzählweise ihre Sexualität befreit und neu entdeckt. Auch Ports Persönlichkeit, bei Bowles ein verletzlicher, bescheidener Intellektueller, hat Bertolucci umgestaltet zu einem selbstgefälligen, arroganten Mann. Das Drehbuch schaffe es nicht, das Thema des Romans zu behandeln, erfasse das wahre Wesen der Figuren nicht, streife die Themen, statt sie zu vertiefen, und Frage um Frage blieben unbeantwortet. Positiver lautete eine Kritik, der „faszinierend doppelbödige“ Film trage keine vorgefassten Aussagen an sein Publikum heran, man könne seine eigenen Träume in den Film projizieren.
Die Figuren seien Langweiler, die nicht weiter interessieren, und der Film so apathisch wie sie, ein gescheiterter Versuch, existenzielle Angst darzustellen. Gelobt wurde die exquisite Tonspur, die bewegend und opernhaft Kraft verleihe. Bertolucci biete köstliche, famos fotografierte Bilder, wie für seine Filme üblich, und dieser sei pittoresk, ein „überwältigendes visuelles Erlebnis“, das die sinnliche Lebendigkeit nordafrikanischer Städte vorführt. Über allem liege verlockende Sinnlichkeit. Es hieß aber auch, die längeren Reiseaufnahmen seien zu Beginn atemberaubend, aber auf die Dauer überanstrengt. Malkovich und Winger spielten nach der Landschaft die zweite Geige, Winger starre nur Löcher in den Saharahimmel, während Malkovich energischer sei.
Gemäß epd Film zeigt die werkgetreue Verfilmung des doppelbödigen Romans von Afrika sowohl die Schönheit wie das Elend und den Dreck. „Bertolucci ist es über weite Strecken gelungen, die vielen Abgründe offen zu halten und die Kluft zwischen Wirklichkeit und Projektion sichtbar zu machen.“ Das erreiche er über verfremdende Erzähltechniken, die ihre Wirksamkeit im letzten Teil leider verlören, sobald Port stirbt, weil sich die verschiedenen Wahrnehmungsebenen in ihm gebündelt hätten. Mit dem Abtauchen Kits unter die Beduinen werde der Film zum folkloristischen Stimmungsbild.
Für Zoom ist das Ergebnis zwiespältig. Bertolucci schaffe eine dichte Atmosphäre, und die Landschaftsaufnahmen zögen das Publikum hinein, so dass man sich in ihnen verlieren kann. Leider seien die Figuren nicht packend und ließen das Publikum teilnahmslos. Die Amerikaner seien nur Karikaturen und Tunner bleibe eine ungenaue Gestalt. Und während Winger eine „herbe Intensität“ habe, spiele Malkovich angestrengt. In einer Kritik meinte Urs Jenny im Spiegel, Himmel über der Wüste sei ein intimer, aber kein kleiner Film. Das raffinierte, morbide Reizklima aus Bertoluccis früheren Filmen entfalte sich hier ebenso wie die visuelle Vieldeutigkeit. Er ziehe Winger und Malkovich „in Bereiche der Schauspielerei, wo die Nerven schmerzhaft bloßliegen.“ Und das Heyne-Filmlexikon urteilte: „Wie Bertolucci hier die langsame Auslöschung der Persönlichkeit durch elementare Überlebensreflexe inszeniert, das wird vom gewaltigen Naturschauspiel der Wüste bestimmt. Ein Gänsehaut-Film in glühender Wüstensonne, von einer sehr grausamen, bizarr-melancholischen Schönheit.“

## Auszeichnungen (Auswahl)
- 1990: New York Film Critics Circle Award für die beste Kamera (Vittorio Storaro)
- 1991: British Academy Film Award für die beste Kamera (Vittorio Storaro)
- 1991: Boston Society of Film Critics Award für die beste Kamera (Vittorio Storaro)
- 1991: Golden Globe für die beste Filmmusik (Ryūichi Sakamoto und Richard Horowitz)
- Die Deutsche Film- und Medienbewertung FBW in Wiesbaden verlieh dem Film das Prädikat besonders wertvoll.